# Arfeuilles
Arfeuilles es una localidad  y comuna francesa, situada en el departamento del Allier en la región administrativa de Auvernia.

## Demografía
| 1118 | 1288 | 1004 | 881 | 843 | 710 |
| Para los censos de 1962 a 1999 la población legal corresponde a la población sin duplicidades (Fuente: INSEE [Consultar]) |      |      |     |     |     |

(Población sans doubles comptes según la metodología del INSEE).

## Personalidades ligadas a la comuna
- Anna Galore, escritora.